# Ciencia cotidiana
Ciencia Cotidiana es un programa de televisión presentado por los científicos industriales Richard Ambrose y Jonny Phillips y trasmitido por el canal National Geographic Channel.
Cada capítulo dura media hora y trata sobre cómo se hacen, prueban y usan las cosas que usamos a diario, como las pantallas de plasma, la bolsa de aire, los condones y las guitarras. 
Cada capítulo también tiene un tema específico que tratan entre los otros temas, como las carreteras, la pintura, las llantas, el agua, el plástico, el acero, los pegamentos, el vidrio, las baterías y los imanes.

## Objetos extraordinarios
Tres capítulos especiales son llamados objetos extraordinarios y hablan sobre un solo tema específico, explicado en detalle y muy científicamente (sin los presentadores). Abordan el embalaje, la hoja de afeitar y el inodoro, sus historias y cómo funciona cada uno.
La hoja de afeitar: El afeitado existe desde la Edad de Piedra, se ha usado rocas volcánicas, metal, y hoy se usa la crema de afeitar junto con una hoja más avanzada o máquinas de afeitado en seco.
El inodoro: Desde el principio de la humanidad se ha buscado una forma cómoda y saludable de botar los desechos que nuestro cuerpo produce, ya que los que no lo hacían morían por horribles infecciones. Desde hoyos en el suelo hasta el inodoro actual e incluso inodoros que no usan agua o dispositivos de 500 dólares, el inodoro ha evolucionado y es parte esencial de nuestras vidas.
El embalaje: Desde las primeras civilizaciones se ha buscado formas de transportar, cargar y empacar las cargas, desde los egipcios, las cajas de cartón e incluso otras que pueden contener material radiactivo o gérmenes mortales y son capaces de resistir fuerzas G increíblemente fuertes y contenedores que una vez abiertos no pueden hacerse aparecer como no usados. 

## Lista de episodios
- Episodio uno: Los pegamentos.

- Episodio 10: El acero